# 巴万巴哈杜尔纳加尔
巴万巴哈杜尔纳加尔（Bhawan Bahadur Nagar），是印度北方邦Bulandshahr县的一个城镇。总人口9327（2001年）。

## 人口
该地2001年总人口9327人，其中男性4955人，女性4372人；0—6岁人口1437人，其中男790人，女647人；识字率59.76%，其中男性为72.23%，女性为45.63%。